# Михаил (Миткевич)
Епископ Михаил (в миру Матвей Миткевич; 1720 — 1 (12) августа 1789) — епископ Русской православной церкви, епископ Иркутский и Нерчинский.

## Биография
Родился ок. 1720 года в пределах Черниговской епархии.
Окончил Киев-Могилянскую академию.
В сентябре 1749 года был отправлен учителем класса риторики в Тобольскую духовную семинарию митрополитом Киевским Тимофеем (Щербацким).
7 марта 1752 года принял рясофор с именем Модест, 25 марта был посвящён в иеромонаха с именем Михаил.
В 1755 году получил сан архимандрита Тобольского Знаменского монастыря с правом служения в митре, мантии с зелёными скрижалями и с посохом и назначен префектом семинарии.
По желанию и благословению митрополита Тобольского Павла (Конюскевича), прибывшего на Тобольскую кафедру в 1758 году, был назначен ректором Тобольской духовной семинарии, «с обязанностью обучать богословию, вероятно, сокращённым образом».
2 августа 1772 года был назначен и 2 августа 1772 года в Казани хиротонисан во епископа Иркутского и Нерчинского. Прибыл в Иркутск 15 марта 1773 года.
При нём активизировалось церковное строительство, было построено 29 новых храмов, завершена перестройка деревянных церквей в каменные, начатая ещё при епископе Софронии.
12 апреля 1773 года обратился в Святейший Синод с просьбой открыть в Иркутске духовную семинарию с целью «наставления простого народа и просвещения иноверцев». Одобрение своей инициативы он получил лишь через несколько лет: в 1779 году решением Святейшего Синода и по Указу императрицы Екатерины II было принято решение об открытии семинарии в Иркутске. 5 апреля 1780 года семинария была официально открыта. Епископ Михаил возглавил её как ректор; было построено здание духовной семинарии.
Скончался 1 августа 1789 года. Похоронен в Богоявленском соборе Иркутска.